# Oghus-Khan-Palast
Der Oghus-Khan-Palast (turkmenisch Oguzhan köşgi) ist ein Gebäude in Aşgabat, der Hauptstadt Turkmenistans. Er ist seit 2011 der Amtssitz des Staatspräsidenten.

## Lage
Der Palast liegt an der Straße der Wiedergeburt, einer der zentralen Straßen der turkmenischen Hauptstadt Aschgabat. Er ist Teil eines größeren Gebäudekomplexes, in dem sich auch der 1997 fertiggestellte Turkmenbaschi-Palast (turkmenisch Türkmenbaşi köşgi) am Platz der Unabhängigkeit und das ehemalige Gebäude des Zentralkomitees (ZK) der Kommunistischen Partei (KP) an der Karl-Marx-Straße befinden. In der Umgebung stehen weitere bedeutende Gebäude, wie die staatliche Kunstakademie und die turkmenische Zentralbank.

## Entstehungsgeschichte

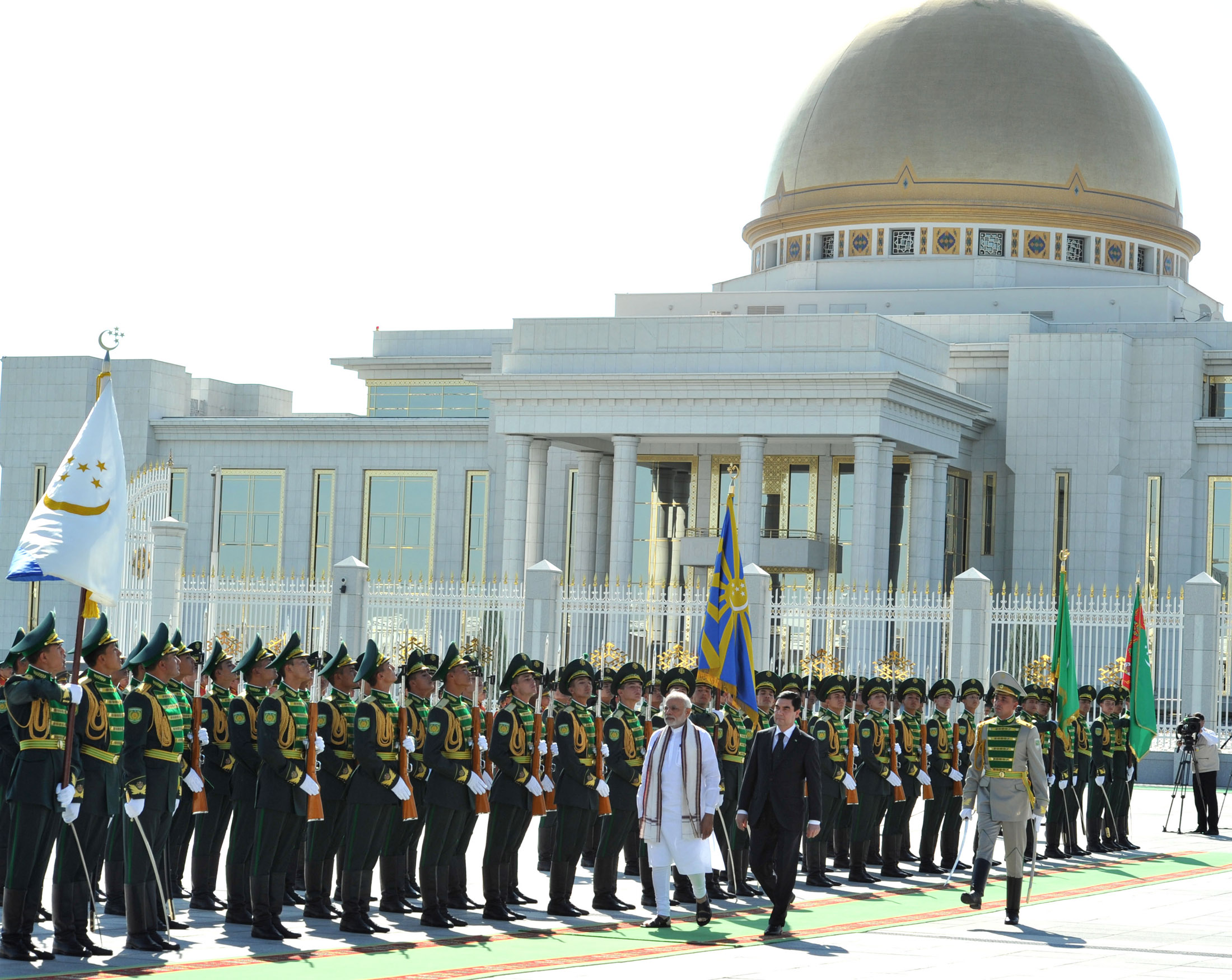
Berdimuhamedow empfängt Narendra Modi vor dem alten Turkmenbaschi-Palast

Der Oghus-Khan-Palast wurde im Auftrag von Gurbanguly Berdimuhamedow gebaut, der nach dem Tod des vormaligen Präsidenten Saparmyrat Nyýazow im Jahr 2006 das Amt übernahm. Seither bemüht er sich um die Eingrenzung des Personenkults um seinen Vorgänger, der sich als Turkmenbaschi, „Führer der Turkmenen“, verehren ließ. Gleichzeitig strebte Berdimuhamedow eine stärkere Positionierung seiner eigenen Person an, die sich auch architektonisch in der Hauptstadt niederschlagen sollte. Neben der Errichtung von Bauwerken wie dem Berdimuhamedow-Monument ordnete der Präsident auch den Bau eines neuen Präsidentenpalasts an, da der alte Turkmenbaschi-Palast aus dem Jahr 1997 den Anforderungen an ein solches Gebäude nicht mehr gerecht wurde.
Das Projekt wurde von dem französischen Bauunternehmen Bouygues umgesetzt, das bereits mehrere Projekte in Turkmenistan durchgeführt hatte, darunter auch Planung des vormaligen Präsidentenpalasts. Die Arbeiten begannen im Jahr 2008 und wurden im Frühjahr 2011 abgeschlossen. Am 18. Mai 2011 eröffnete Berdimuhamedow seinen Amtssitz mit einer feierlichen Zeremonie.
Benannt ist der Palast nach Oghus Khan, dem legendären Stammvater der Oghusen. Einige Turkvölker führen ihre ethnische Herkunft auf Oghus Khan zurück.

## Gebäude

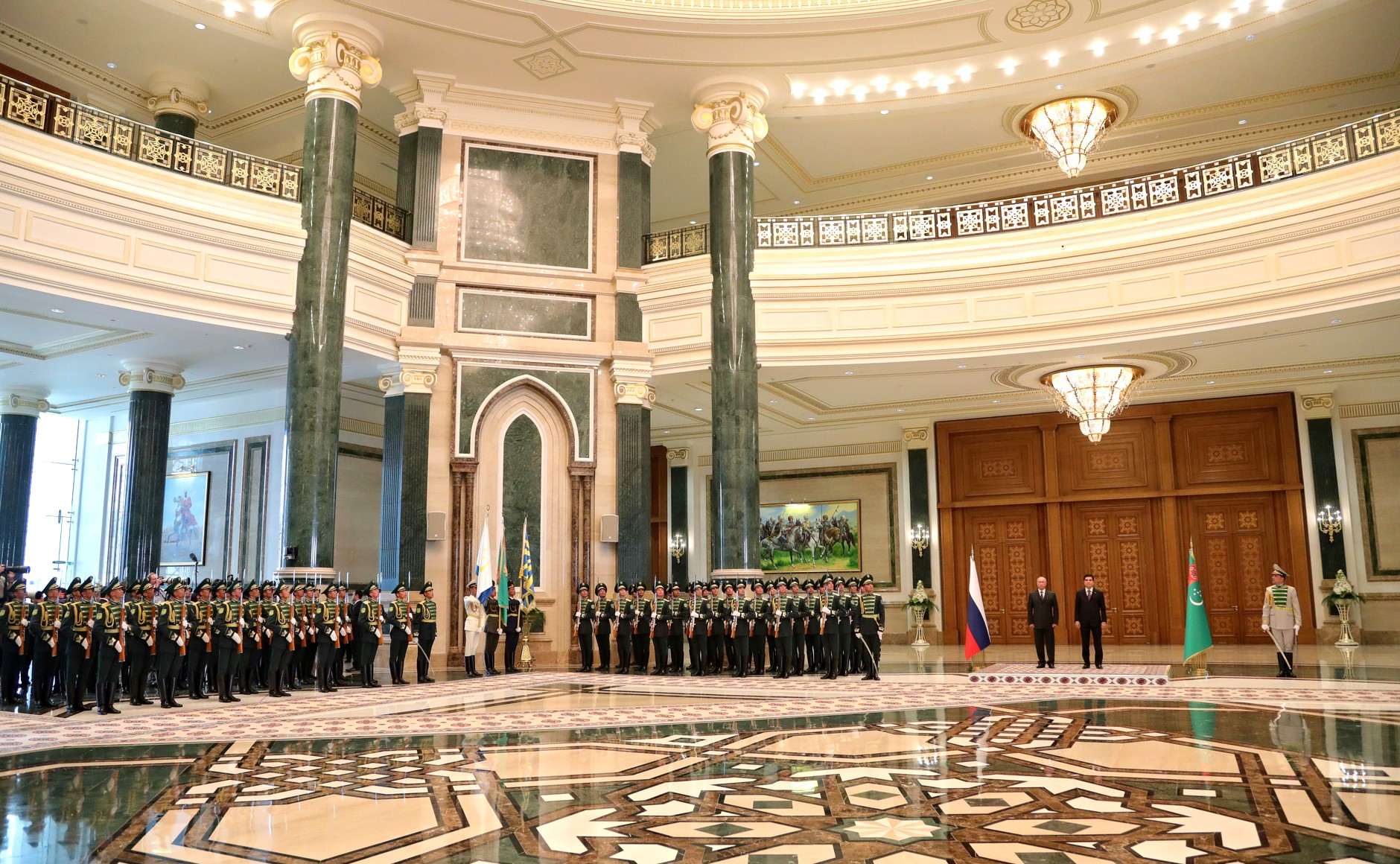
Berdimuhamedow empfängt Wladimir Putin im neuen Oghus-Khan-Palast

Der Oghus-Khan-Palast ist aus weißem Marmor errichtet, der mit zahlreichen Goldornamenten geschmückt wird. Vor allem die drei goldenen Kuppeln prägen das Erscheinungsbild des Gebäudes. Zur Straße hin besitzt er eine breite, überdachte Auffahrtsrampe für Staatskarossen. Auf der Rückseite erstrecken sich große, brunnengeschmückte Gartenanlagen im orientalischen Stil. 
Im Gebäude können internationaler Gespräche mit bis zu vierzehn Delegationen stattfinden. Zahlreiche Säle werden bei internationalen Treffen genutzt, darunter der sogenannte Goldene Saal, der höchsten Staatsgästen vorbehalten ist. Zudem gibt es eine moderne Ausstattung für Pressekonferenzen und für Live-Übertragungen aus dem Präsidentenpalast.
In dem Gebäude fanden bereits zahlreiche diplomatische Gespräche statt. Unter anderem weilten der indische Premierminister Narendra Modi, der russische Präsident Wladimir Putin, der ehemalige US-amerikanische Außenminister John Kerry und der südkoreanische Präsident Moon Jae-In zu Gesprächen im Oghus-Khan-Palast.